# Tombeau de saint Ethbin
Le tombeau de saint Ethbin est un monument construit en 1870 sur la commune de Port-Mort, dans le département français de l'Eure, en Normandie.

## Localisation
Le monument est situé à proximité de la rive droite de la Seine, non loin du barrage-écluse de Port-Mort.

## Description
Le tombeau de saint Ethbin se présente actuellement sous la forme d’une pierre plate posée sur quatre pieds quadrangulaires. Cette pierre porte l'inscription : « Saint Ethbin, priez pour nous »; y sont gravées deux croix, la première au-dessus, la seconde sous ladite inscription.
Selon Félix Leclerc de Pulligny, il existait, avant la construction du monument actuel, un édifice qui avait la forme d’un trilithe « composé de deux jambages reliés par un sommier de pierre ».

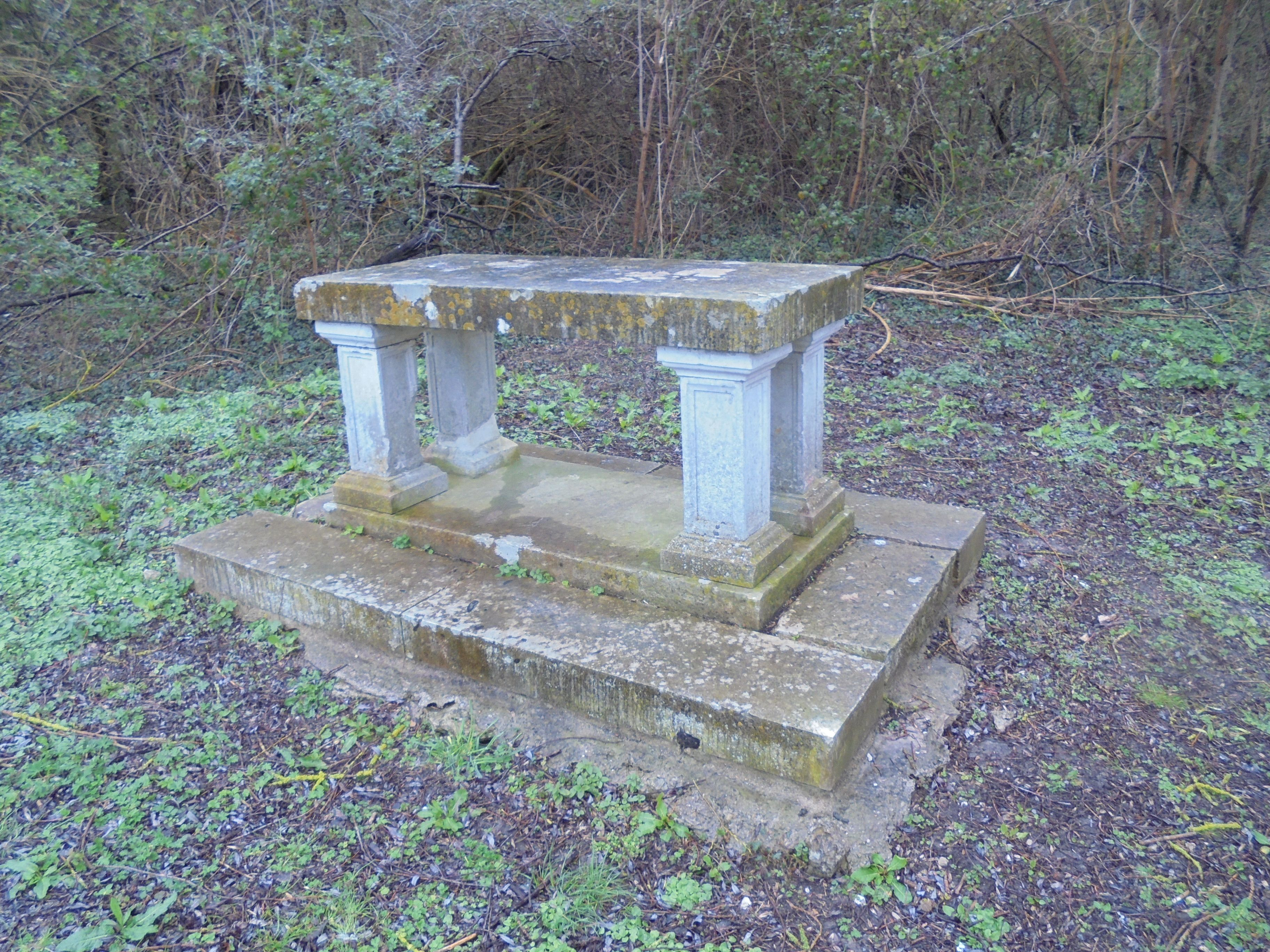
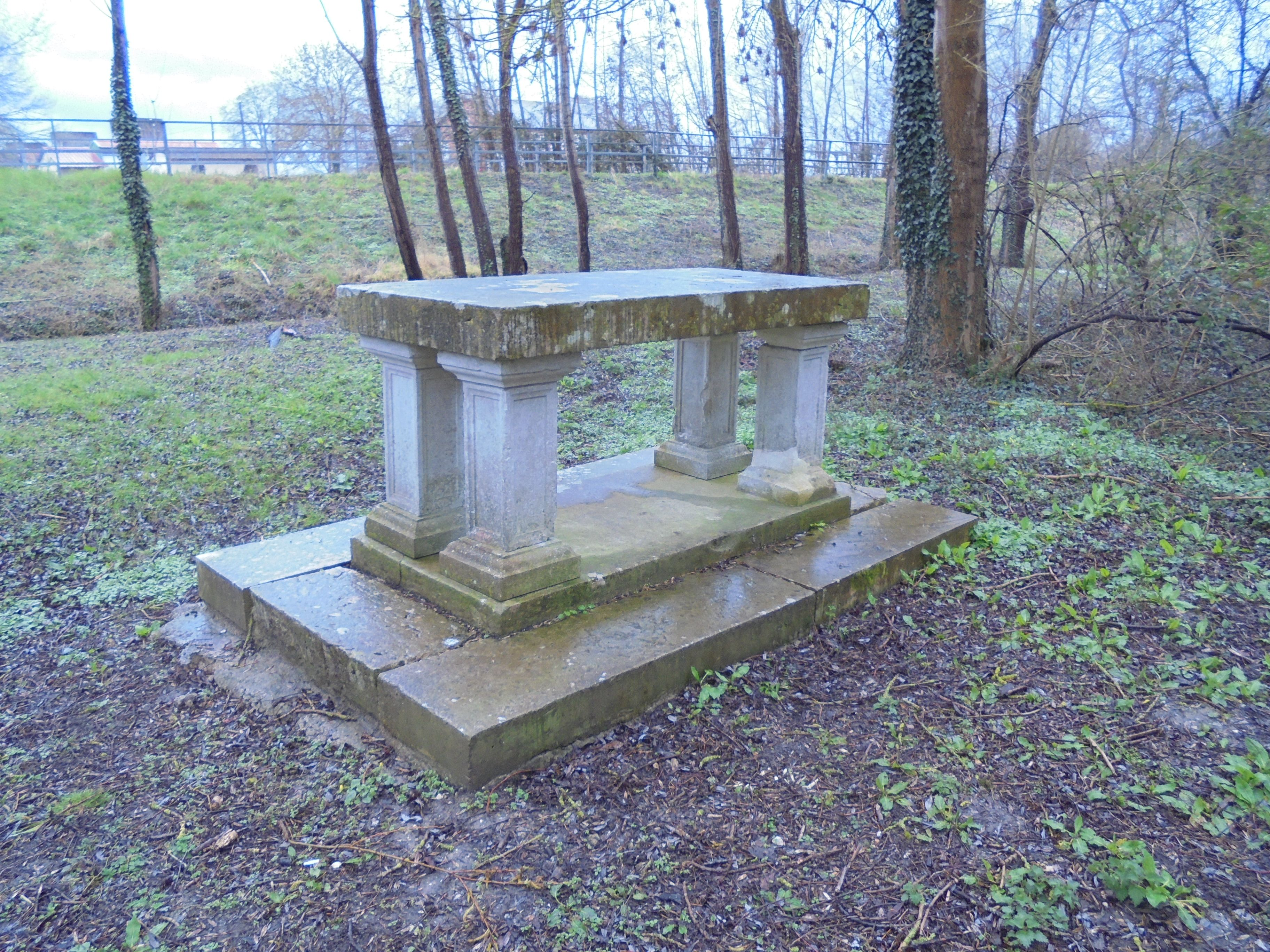
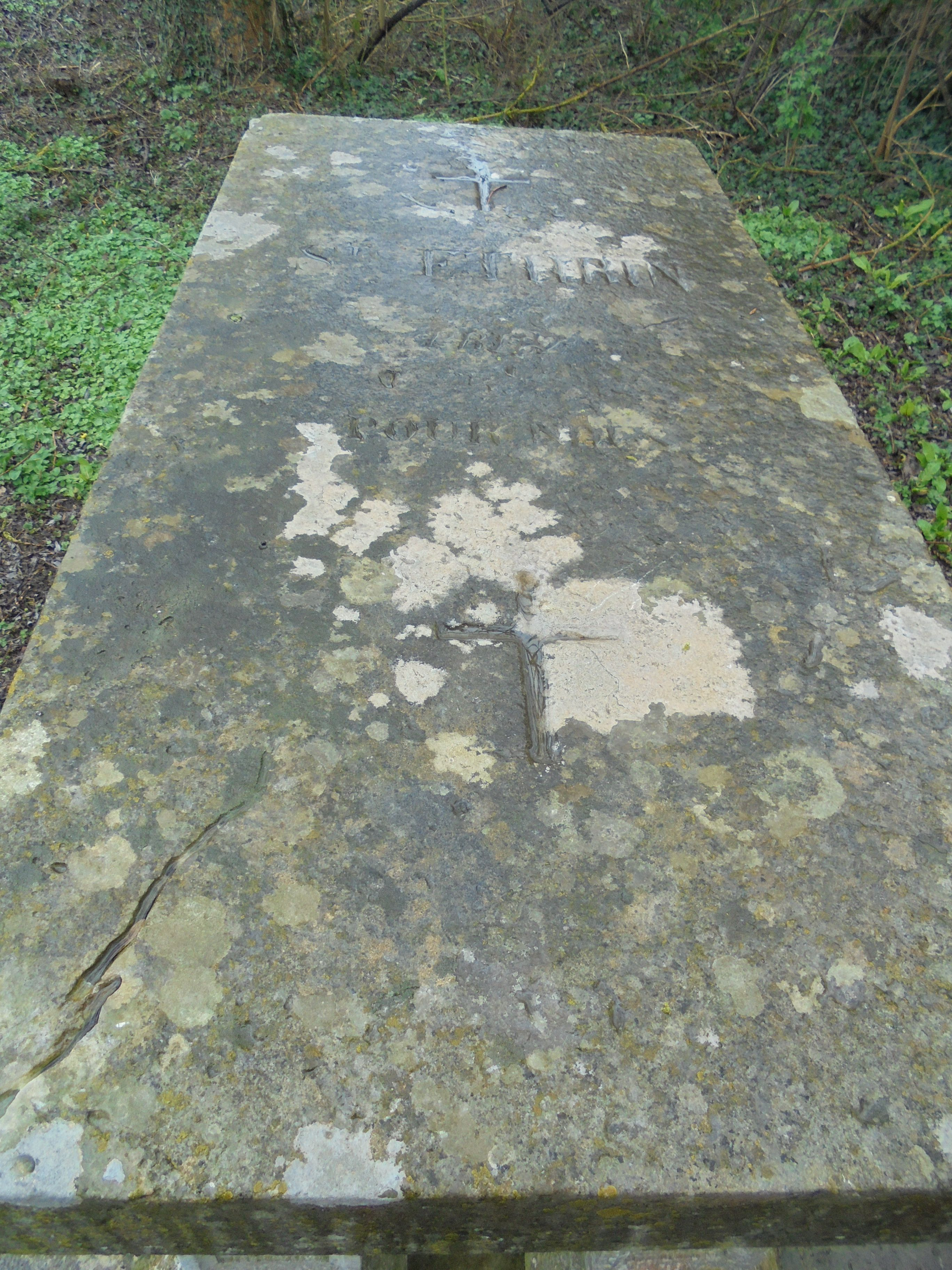

## Historique
La tradition prétend que saint Ethbin, un moine armoricain, mort en Irlande au VIe siècle, aurait été inhumé au VIIe siècle au monastère de Port-Mort, détruit au IXe siècle.
Ses reliques sont conservées dans une chapelle qui lui est dédiée dans l'église Saint-Pierre (1875). Deux fois par an, le dimanche après l'Ascension et le 20 octobre, de nombreux pèlerins, après être passés sous les reliques exposées à la porte de l'église, se rendaient en procession jusqu'au dolmen où était censé être enterré le saint homme. Arrivés là, ils s'inclinaient sous la pierre et la traversaient pieusement, dans le but d'obtenir la guérison des maux de reins.
Vers 1868, des fouilles sont entreprises sous l'édifice par l'abbé Lecoq, curé de Guiseniers, et des ossements humains y sont trouvés. Deux ans plus tard, le mauvais état du monument justifie aux yeux du curé de Port-Mort, l'abbé Bostel, sa destruction et son remplacement par un monument neuf. D'après Pulligny, les blocs de l'ancien monument ont servi de fondations au nouveau lieu de pèlerinage,,.